# Paul Simon (album)
Paul Simon är Paul Simons andra soloalbum, utgivet i januari 1972. Albumet är producerat av Paul Simon och Roy Halee och är inspelat i Paris ("Duncan" och "Hobo's Blues"), på Jamaica ("Mother and Child Reunion") och resterande i New York och San Francisco.
Titeln på albumets inledande låt "Mother and Child Reunion" kommer från en maträtt på en restaurang som Simon åt på. Låten var en av de första med tydliga reggaeinfluenser av en vit musiker. Den var albumets första singel och blev dess kändaste låt. Även "Me and Julio Down by the Schoolyard" och "Duncan" utgavs på singel. "Me and Julio Down by the Schoolyard" har en något hemlighetsfull text som involverar två pojkar som utfört något förbjudet på en skolgård. Vad som utfördes specifieras inte.
Albumet nådde Billboardlistans fjärde plats. På Englandslistan nådde det förstaplatsen under en vecka. I Sverige var skivan populär och toppade Kvällstoppen åtta veckor i rad. Likaså blev albumet listetta i Finland och Norge.

## Låtlista
Samtliga låtar skrivna av Paul Simon förutom "Hobo's Blues" som har violinsten Stéphane Grappelli som medkompositör.
1. "Mother and Child Reunion" - 3:05
2. "Duncan" - 4:39
3. "Everything Put Together Falls Apart" - 1:59
4. "Run That Body Down" - 3:52
5. "Armistice Day" - 3:55
6. "Me and Julio Down by the Schoolyard" - 2:42
7. "Peace Like a River" - 3:20
8. "Papa Hobo" - 2:34
9. "Hobo's Blues" - 1:21
10. "Paranoia Blues" - 2:54
11. "Congratulations" - 3:42
12. "Me and Julio Down by the Schoolyard" (demo)
13. "Duncan" (demo)
14. "Paranoia Blues" (alternativ version)

12–14 är bonusspår på den remastrade CD-utgåvan från juli 2004

## Singlar
- "Mother and Child Reunion" (US #4, UK #5)
- "Me and Julio down by the Schoolyard" (US #22, UK #15)
- "Duncan" (US #52)

## Listplaceringar
| Lista (1972)   | Position            |
| -------------- | ------------------- |
| Australien     | 7 (Go Set)          |
| Finland        | 1                   |
| Japan          | 1 (Oricon)          |
| Kanada         | 2 (RPM)             |
| Nederländerna  | 2                   |
| Norge          | 1 (VG-lista)        |
| Storbritannien | 1 (UK Albums Chart) |
| Sverige        | 1 (Kvällstoppen)    |
| USA            | 4 (Billboard 200)   |
| Västtyskland   | 37                  |